# Le Pont-Chrétien-Chabenet
Le Pont-Chrétien-Chabenet – miejscowość i gmina we Francji, w Regionie Centralnym, w departamencie Indre.
Według danych na rok 1990 gminę zamieszkiwało 879 osób, a gęstość zaludnienia wynosiła 97 osób/km² (wśród 1842 gmin Regionu Centralnego Le Pont-Chrétien-Chabenet plasuje się na 450. miejscu pod względem liczby ludności, natomiast pod względem powierzchni na miejscu 1200.).